# Лаурі Юльонен
Лаурі Юльонен (Ілонен) (фін. Lauri Johannes Ylönen; 23 квітня 1979, Гельсінкі) — вокаліст, лідер і автор більшості пісень фінського рок-гурту The Rasmus, а також сольний виконавець.

## Біографія

#### Дитинство
Виріс в сім'ї середнього достатку, батьки — Матті та Лииса Юльонен. Дідусь був моряком.З п'яти років Лаурі вчився грати на фортепіано, але вельми неохоче, тому в 14 років він переключився на гітару та ударні. У той час Лаурі захоплювався також розмальовуванням стін графіті. У нього є старша сестра Ханна, яка і порадила йому зв'язатися з музикою.Музичну діяльність він розпочав вже у старшій школі, у віці 15-ти років.

#### Навчання в школі та перші роки існування групи Rasmus
У вісім років, навчаючись в школі він познайомився з Ееро Хейноненом. Займатися музичною творчістю вони вирішили незабаром після свого знайомства; серйозно ж музичною діяльністю Юльонен і Хейнонен почали займатися в старшій школі, коли їм було по 15 років. У створену ними рок-групу увійшли їхні друзі-однокласники Паулі Рантасалмі (гітара), Ярно Лахті (барабани, після його змінив Янне Хейсканен). Хейнонен грав в групі на бас-гітарі, а Юльонен спочатку хотів грати в групі на ударній установці, але його старша сестра Ханна переконала його спробувати себе в співі. Група спочатку називалася Sputnik, пізніше стала називатися Anttila, потім Rasmus.Група спочатку співала на шкільних концертах кавери Nirvana і Metallica, пізніше музиканти стали складати власну музику. Вже на другий рік існування група випустила перший альбом, який приніс музикантам популярність в рідній Фінляндії. У 1997 і 1998 років було ухвалено також два успішних альбоми. 1999 року групу покинув Янне Хейсканен, і на його місце був запрошений Акі Хакала.

#### Зміна назви групи та четвертий альбом
З 2001 року в назві колективу з'явився артикль, групу нерідко плутали з популярним шведським діджеєм Расмусом Гарделя, тим самим було придбано нову назву — The Rasmus. У тому ж році вийшов четвертий альбом групи під назвою Into. Цей альбом став мегапопулярним в Скандинавії, а також приніс популярність групі та в деяких інших європейських країнах. Юльонен також взяв участь у записі пісні групи Killer «All I Want».

#### Dead Letters, Hide from the Sun, всесвітня популярність

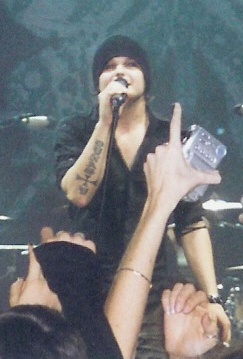
Лаурі на концерті в Мілані

Атрибутом стали відомі пір'я ворона, які вокаліст носить дотепер. 2003 року вийшов альбом Dead Letters, який приніс музикантам всесвітню славу. Головною піснею групи став хіт In The Shadows, на який було відзнято цілих чотири відеокліпи. Сам альбом займав високі місця в латиноамериканських і європейських чартах. Також відзначилися пісні «First Day Of My Life», «In My Life», «Guilty», «Funeral Song». Група вирушила у світове турне Dead Letters Tour. 2004 року вийшов перший DVD «Live Letters». Юльонен також записав пісні з групою Apocalyptica («Life Burns», «Bittersweet» — також спільно з HIM).
У 2004 році за результатами національного телевізійного конкурсу «Великі фіни» (фін. Suuret suomalaiset) кандидатура Юльонен зайняла 97-е місце в списку найвидатніших людей у фінській історії.
Альбом Hide From The Sun з'явився на світ у 2005 році. Він також як і попередник став всесвітньо відомим, але до успіху Dead Letters все ж не дотягнув. Головними хітами стали «No Fear», «Immortal», «Night After Night», «Shot», «Sail Away».
У 2006 році в опитуванні Nuoret suuret suomalaiset, присвяченому сучасним фінам у віці не більше 35 років, Юльонен зайняв 14-е місце.

#### 2010—2011, сольний проєкт Лаурі
З 2010 року група вирішила взяти невелику перерву у творчості, але в середині року музиканти почали записувати новий матеріал. Музика виявилася занадто «електронної», і Юльонен попросив дозволу у всіх інших членів групи використовувати пісні в сольному проєкті. Дозвіл було дано. 25 лютого 2011 роки випустив сингл Heavy, а 30 березня 2011 вийшов його перший сольний альбом New World. Альбом піднявся на другу сходинку в фінському чарті, а сингл посів друге місце в польському чарті «Top 5 airplay» і четверте місце в естонському рейтингу «Sky Plus Top 40». У червні 2011 року вийшов кліп на пісню «In The City».

## Родина
У 2008 році у Лаурі народився син, якого назвали Юліус. Його мати — фінська співачка Паула Весала (Paula Vesala), з якою Лаурі одружився 8 листопада 2014 року у Лас-Вегасі. Пізніше, 5 січня 2015 року шлюб було зареєстровано і в Гельсінкі. Сім'я переїхала до Лос-Анджелеса восени 2014. У вересні 2016 стало відомо, що пара розлучається, пробувши разом 12 років.

## Студійні альбоми
- Peep (1996)
- Playboys[en] (1997)
- Hell_of_a_Tester (1998)
- Into[en] (2001)
- Dead_Letters[en] (2003)
- Hide_from_the_Sun[en] (2005)
- Black_Roses[en] (2008)
- The Rasmus[en] (2012)
- Dark_Matters[en] (2017)

## Сольні альбоми
- New World (2011)

Також записав пісні з групою Apocalyptica (Life Burns), Killer (All I want) і HIM (Bittersweet), і знявся в кліпах на них, що транслювалися по MTV.
22 жовтня вийшов кліп October & April, записана спільно з солісткою Nightwish — Анетт Ользон.

## Особисте життя
Тривалий час підтримував стосунки з екс-вокалісткою фінської поп-рок групи PMMP Паулою Весала.
У них є спільний син — Юліус Крістіан Юльонен (Julius Kristian Ylönen), який народився 12 квітня 2008 року. 
У 2014 році Юльонен та Весала офіційно одружилися. У вересні 2016 року пара оголосила про своє розлучення.
Наприкінці 2016 — на початку 2017 року, Лаурі почав зустрічатися з дівчиною, на ім'я Катрііна Міккола.
У липні 2017 року стало відомо, що Катрііна вагітна, а Лаурі стане батьком вдруге.
У грудні у пари народився син. Його ім'я — Олівер.